# マーベル・ワンショット
マーベル・ワンショット（Marvel One-Shots）は、マーベル・スタジオ製作によるビデオ短編映画のシリーズであり、マーベル・シネマティック・ユニバースに属する。すべてマーベル・シネマティック・ユニバース作品のBlu-rayに収録されている。
最初の2作はS.H.I.E.L.D.エージェントのフィル・コールソンのとある1日が描かれている。3作目ではチタウリの銃を拾ったジェシー・ブラッドフォードとリジー・キャプラン演じる強盗カップルが描かれる。4作目では『キャプテン・アメリカ/ザ・ファースト・アベンジャー』の後の出来事が描かれ、ヘイリー・アトウェルがペギー・カーター役で出演する。5作目ではベン・キングズレー演じるトレバー・スラッタリーの『アイアンマン3』以後の動向が描かれる。

## 製作
2011年8月、マーベルはオリジナルビデオとして2本の短編映画を出すと発表した。共同プロデューサーのブラッド・ウィンダーバウムは「これは新しいキャラクターやアイデアを実験する楽しい方法だが、もっと重要なことは、我々がマーベル・シネマティック・ユニバースを拡張し、我々の作品のプロットの外にあるストーリーを語る手段である」と語った。最初の2本はエベリング・グループと提携して製作し、レイスラムが監督、エリック・ピアソンが脚本を務めた。

## 作品
| 作品                                   | 公開日                                              | 監督                 | 脚本               | プロデューサー     | ホームメディア発売                                |
| -------------------------------------- | --------------------------------------------------- | -------------------- | ------------------ | ------------------ | ------------------------------------------------- |
| 相談役                                 | 2011年9月13日                                       | レイスラム           | エリック・ピアソン | ケヴィン・ファイギ | マイティ・ソー                                    |
| ハンマー墜落現場へ向かう途中での出来事 | 2011年10月25日                                      | レイスラム           | エリック・ピアソン | ケヴィン・ファイギ | キャプテン・アメリカ/ザ・ファースト・アベンジャー |
| アイテム47                             | 2012年9月25日                                       | ルイス・デスポジート | エリック・ピアソン | ケヴィン・ファイギ | アベンジャーズ                                    |
| エージェント・カーター                 | 2013年9月3日 (デジタル配信) 2013年9月24日 (Blu-ray) | ルイス・デスポジート | エリック・ピアソン | ケヴィン・ファイギ | アイアンマン3                                     |
| 王は俺だ                               | 2014年2月4日 (デジタル配信) 2014年2月25日 (Blu-ray) | ドリュー・ピアース   | ドリュー・ピアース | ケヴィン・ファイギ | マイティ・ソー/ダーク・ワールド                   |

### 『相談役』（2011年）
サンディエゴ・コミック・コンにてマーベルは、『相談役』（The Consultant）が『マイティ・ソー』のBlu-rayとBlu-ray 3Dに特典として収録されると発表した。監督はレイスラム、脚本はエリック・ピアソン、音楽はポール・オーケンフォールドである。クラーク・グレッグとマキシミリアーノ・ヘルナンデスはそれぞれ以前の映画と同じくフィル・コールソン捜査官とジャスパー・シットウェル捜査官を演じる。短編は彼らの場面にロバート・ダウニー・Jr演じるトニー・スターク/アイアンマン、ウィリアム・ハート演じるサディアス・“サンダーボルト”・ロス将軍、ティム・ロス演じるアボミネーションのアーカイヴ映像が組み合わされる。共同プロデューサーのブライアン・ウィンダーブームはプロデューサーたちが「S.H.I.E.L.D.が糸を引いて映画で見られる出来事の原因になっている点を描きたかった。このアイデアを実現するには『アイアンマン』で登場した1人目のS.H.I.E.L.D.エージェントであるコールソン以上のキャラクターがいるだろうか?」と述べた。
ストーリー
『アイアンマン2』と『インクレディブル・ハルク』の後コールソンは、“世界安全保障委員会”が「先のニューヨークのハーレムでの戦闘のヒーローはブロンスキー/アボミネーションであり、ブルース・バナー/ハルクの方に責任がある」と認識し、ブロンスキーを刑務所から釈放させて、“アベンジャーズ計画”に参加させたがっていることと、そのため24時間後にブロンスキーをロス将軍の下から引き取ることになったことをシットウェルに明かした。ニック・フューリーがブロンスキーを釈放したくないと考えていることから、2人はロスが引き渡しを断るように仕向けることに決め、その結果コールソンは渋々ながら“相談役”であるトニーをロスの元へ派遣する。
『インクレディブル・ハルク』のエンドクレジット後の場面につながり、バーで酒を飲んでいるロスの前にトニーが現れる。後日、コールソンは計画が成功し、ブロンスキー釈放の話が無くなったことをシットウェルに報告する。

### 『ハンマー墜落現場へ向かう途中での出来事』（2011年）
『ハンマー墜落現場へ向かう途中での出来事』（A Funny Thing Happened on the Way to Thor's Hammer）は、2011年10月25日発売の『キャプテン・アメリカ/ザ・ファースト・アベンジャー』のBlu-Rayに収録された。監督はレイスラム、脚本はエリック・ピアソン、音楽はポール・オーケンフォールドである。クラーク・グレック演じるフィル・コールソンである。
ストーリー
『マイティ・ソー』の直前、コールソンはニューメキシコ州アルバカーキに向かう途中、“ロクソン・ガソリンスタンド”に立ち寄り、自動車の給油をしながらスタンド内の売店で菓子を購入しようとするが、店員に金を出すことを要求する強盗2人組に遭遇する。コールソンは自分の自動車のキーと銃を手放して強盗2人組の注意を自分に向けさせると共に、見事な機転で強盗2人を倒す。そして店員に金を払って後始末を任せ、給油も完了したところでその場を去る。

### 『アイテム47』（2012年）
『アイテム47』（Item 47）は、『アベンジャーズ』のBlu-rayに収録され、アメリカ合衆国では2012年9月25日に発売された。主演はクレア・ワイズ役のリジー・キャプランとベニー・ポラック役のジェシー・ブラッドフォードが務め、他にマキシミリアーノ・ヘルナンデスがシットウェルを再演し、さらにタイタス・ウェリヴァー演じるフェリックス・ブレイク捜査官が新登場する。監督はマーベル・スタジオの共同社長であるルイス・デスポジート、脚本はエリック・ピアソンが務めた。前2作は4分以下であったが、本作は約12分となっている。
ストーリー
クレアとベニーのカップルは“ニューヨーク決戦”後に戦地に残ったチタウリの銃砲（“アイテム47”）の1つを拾ったことから、それを使い東海岸各州で数日間にわたり、連続銀行強盗を行なった。この一件を知ったS.H.I.E.L.D.捜査官のシットウェルは、ブレイクの依頼で南フロリダの2人が泊まっているモーテルを突き止めて対決する。その結果シットウェルは2人を捕らえ、チタウリの銃砲を回収しながらベニーの兵器解析能力を感心したことで、処罰しない代わりに2人をS.H.I.E.L.D.に引き入れることに決め、ベニーは兵器の研究開発に配属され、クレアはブレイクのアシスタントとなる。

### 『エージェント・カーター』（2013年）
『エージェント・カーター』（Agent Carter）は、2013年9月3日の『アイアンマン3』のデジタル販売と同年9月24日の同作のBlu-ray発売の際に公開され、ヘイリー・アトウェルがペギー・カーター役で出演した。他にドミニク・クーパーとニール・マクドノーはハワード・スタークとティモシー・"ダム・ダム"・デューガンを再び務め、クリス・エヴァンス演じるスティーブ・ロジャース/キャプテン・アメリカのアーカイヴ映像が流用され、さらにブラッドリー・ウィットフォードがジョン・フリン捜査官、シェーン・ブラックが正体不明の声を演じる。監督はルイス・デスポジート、脚本はエリック・ピアソンである。大まかな内容はカーター捜査官が謎の物体“ゾディアック”を探るというものである。
ストーリー
『キャプテン・アメリカ/ザ・ファースト・アベンジャー』の1年後、ペギーは“戦略科学予備軍SSR”のニューヨーク支部で、上司のフリンたちによる女性差別から3ヶ月以上も内勤のみを押し付けられて鬱屈した日々を過ごしていた。だがある日の夜、1人オフィスで残業していたところにゾディアックが搬入された倉庫の位置情報に関する連絡を受け、単身現地へ向かった。ペギーは、そこにいたゾディアックを保有していた一味を次々と一蹴しゾディアックを入手。その隙を突かれて背後から現れた屈強な男によって窮地を陥るも、何とか倒してその場を撤退した。翌日、任務を成功させたにもかかわらずフリンに叱責・罵倒され口争いを繰り広げるが、直後にかかってきたハワードからの指示を受けたフリンにより、S.H.I.E.L.D.設立メンバーに選ばれたことを伝えられ、ワシントンD.C.に出向するためニューヨーク支部を去る。

### 『王は俺だ』（2014年）
『王は俺だ』（All Hail The King）は、2014年2月4日の『マイティ・ソー/ダーク・ワールド』のデジタル販売と同年2月25日の同作のBlu-ray発売の際に公開された。ベン・キングズレーは『アイアンマン3』と同じくトレヴァー・スラッタリー、スクート・マクネイリーはドキュメンタリー映画作家を装ったテロ組織“テン・リングス”のメンバーのジャクソン・ノリス、レスター・スパイトはハーマン、サム・ロックウェルは『アイアンマン2』と同じくジャスティン・ハマーを演じた。脚本・監督は『アイアンマン』の脚本家の1人であるドリュー・ピアースが務めた。
ストーリー
アルドリッチ・キリアンに加担した罪による逮捕後、“シーゲート刑務所”へ収監されたスラッタリーは、見下す者もいるものの、ハーマンをはじめとする複数の囚人たちから持て囃され、好待遇的な独房に入るなどいい気になり、接触してきたノリスの取材を数回受け、彼を呆れさせる日々を送っていた。そして最後のインタビューの際にスラッタリーは、自身のテレビドラマデビュー作や亡き母親に関することなどの前歴を話すが、一段落着いたところでノリスは自らがテン・リングスの一員であることを明かして、警備員とハーマンを殺害。スラッタリーの身柄を確保したノリスは、彼を連れ出す手配を始めると、刑務所の敷地内に銃声とヘリのローター音が鳴り響く。

## キャストとキャラクター

### 複数の作品に登場
フィル・コールソン
演 - クラーク・グレッグ、日本語吹替 - 村治学
S.H.I.E.L.D.エージェント。『相談役』では世界安全保障理事会のエミル・ブロンスキー釈放阻止についてシットウェルと対話し、『ハンマー墜落現場へ向かう途中での出来事』では、ロクソン・ガソリンスタンドでの活躍が描写される。
ジャスパー・シットウェル
演 - マキシミリアーノ・ヘルナンデス、日本語吹替 - 丸山壮史
S.H.I.E.L.D.エージェント。『相談役』ではコールソンの話し相手として登場し、『アイテム47』ではクレアとベニーの対処に当たる。

### 『相談役』
本作では、コールソンとシットウェルに加えて、『インクレディブル・ハルク』から引用している2シーンに、ティム・ロスが演じるエミル・ブロンスキーが変貌したアボミネーションや、ウィリアム・ハートが演じるサディアス・ロス（吹替：菅生隆之）、ロバート・ダウニー・Jr.（吹替：森川智之）が演じるトニー・スターク/アイアンマンも登場する。

### 『ハンマー墜落現場へ向かう途中での出来事』
店員
演 - ジェシカ・マニュエル
夜中のロクソン・ガソリンスタンドで一人働く女性。コールソンが入店した直後、強盗2人に遭遇する。
強盗1
演 - ジェフ・プルウェット
夜中のロクソン・ガソリンスタンドに押しかけてきた2人組の男性の1人。
強盗2
演 - ザック・ハドソン
夜中のロクソン・ガソリンスタンドに押しかけてきた2人組の男性の1人。

### 『アイテム47』
クレア・ワイズ
演 - リジー・キャプラン
良い暮らしを願望する女性市民。自分たちの所に落ちてきたチタウリのキャノン砲を入手したことから、連続銀行強盗に乗り出す。
ベンジャミン・“ベニー”・ポラック
演 - ジェシー・ブラッドフォード
クレアのパートナーである男性市民。武器の取り扱いに詳しく、チタウリのキャノン砲を使ってクレアと共に連続銀行強盗に乗り出す。
フェリックス・ブレイク
演 - タイタス・ウェリヴァー、日本語吹替 - 廣田行生
S.H.I.E.L.D.エージェント。本作前半のストーリーテリングも務める。シットウェルにキャノン砲の回収と実行犯であるクレアとベニーの制圧を依頼する。

### 『エージェント・カーター』
ペギー・カーター
演 - ヘイリー・アトウェル、日本語吹替 - 園崎未恵
戦略科学予備軍SSRのエージェント。ニューヨーク支部で事務にばかり就かされていたが、ゾディアックの情報を独自に得たことにより、単身で回収任務を遂行する。
ジョン・フリン
演 - ブラッドリー・ウィットフォード
SSRニューヨーク支局長。ペギーに対して差別的な態度を隠さない上司である。
姿が見えない男声
声 - シェーン・ブラック、日本語吹替 - 菅生隆之
SSRニューヨーク支部にかかってきた電話の主。
巨漢
演 - ティム・トロベッツ
ゾディアックを保管していた倉庫の警備員。夜中に倉庫を訪れたペギーを追い返そうとするが、倉庫の案内役にされてしまう。
ハワード・スターク
演 - ドミニク・クーパー、日本語吹替 - 野島裕史
“スターク・インダストリーズ”の創始者にして、第二次世界大戦中にSSRに技術協力した天才発明家。本作では1946年時の彼がラストシーンから登場する。
ティモシー・"ダム・ダム"・デューガン
演 - ニール・マクドノー、日本語吹替 - 志村知幸
第二次世界大戦中にSSRのハウリング・コマンドーズの一員として活躍した兵士。本作では、ミッドクレジット・シーンに登場する。
『キャプテン・アメリカ/ザ・ファースト・アベンジャー』から引用している冒頭のシーンには、クリス・エヴァンス（吹替：中村悠一）が演じるスティーブ・ロジャース/キャプテン・アメリカも登場する。

### 『王は俺だ』
トレヴァー・スラッタリー
演 - ベン・キングズレー、日本語吹替 - 麦人
テロリストの“マンダリン”を名乗ってアルドリッチ・キリアンに加担した罪でシーゲート刑務所に収監された元舞台俳優。本作では主役として登場する。
ジャクソン・ノリス
演 - スクート・マクネイリー
ドキュメンタリー映像作家を名乗る男。スラッタリーにインタビューするが、その正体はテン・リングスの一員である。
ハーマン
演 - レスター・スペイト
スラッタリーのファンの代表格のシーゲート刑務所の囚人。スラッタリーに献身的に付き従う。
ホワイト・パワー・デイブ
演 - マット・ジェラルド
スラッタリーを見下しているシーゲート刑務所の囚人。スラッタリーに威圧する。
フレッチャー・ヘッグス
演 - アレン・マルドナード
スラッタリーのファンの一人であるシーゲート刑務所の囚人。スラッタリーにマンダリンの演技をリクエストする。
ジャスティン・ハマー
演 - サム・ロックウェル、日本語吹替 - 森川智之
イワン・ヴァンコ/ウィップラッシュを脱獄させ、彼の復讐を幇助した罪でシーゲート刑務所に収監された“ハマー・インダストリーズ”の元CEO。本作では、ミッドクレジット・シーンに登場する。

## 設定・用語

### アイテム・武器
キャノン砲/アイテム47
ニューヨーク決戦の際に、マンハッタン一帯に47丁分残されたチタウリの銃砲。これを一丁入手したことでクレアとベニーは、各地で銀行強盗を繰り返す。
ゾディアック
青い液状の物質。単身で倉庫に乗り込んだペギーに回収される。
ノリスのツール
ビデオカメラ、三脚、カシオ・データバンクに特殊機能を搭載したツール一式。

#### その他の銃器・爆弾
- ハンドガン
  - グロック17 - コールソンが携行。
  - ワルサーPPK - ペギーが愛用。
  - M1911A1 - ゾディアックを保有していた一味の3人の男が所持。
  - マカロフ PM - スラッタリーがドラマで使用。
  - マイクロ・デザートイーグル - ビデオカメラの内部で組み立てられたものをノリスが使用。
  - ベレッタ 92FS - シーゲート刑務所の警備員が落としたものをスラッタリーがノリスに向かって持ち構えるが、すぐに相手に取り上げられて逆に銃口を向けられる。
- ショットガン
  - モスバーグM500 クルーザー - 強盗1が使用するが、コールソンに奪われて利用される。
  - モスバーグM500 - 強盗2が使用。
  - M1928A1 - ゾディアックを保有していた一味の巨漢の警備員が所持。
- AN M18 - ペギーが使用。

### 車両・テレビドラマ
アキュラ・ZDX
コールソンが運転し、ロクソン・ガソリンスタンドで給油させたリース契約の車両。
ケージド・ヒート
スラッタリーが主役を飾った1985年5月19日放送のCBSのパイロット版テレビドラマ。

### 組織
S.H.I.E.L.D.
コールソンやシットウェル、ブレイクが属する国際平和維持組織。
戦略科学予備軍SSR
ペギーやフリンたちが属する公的機関。大戦時は軍事組織だったが、戦後には諜報機関として運営される。
テン・リングス
無国籍犯罪組織。スラッタリーの身柄を確保するために、ノリスを派遣させる。

### 施設・地域
ロクソン・ガソリンスタンド（Roxxon Gas Station）
ニューメキシコ州を自動車で移動中のコールソンが立ち寄ったセルフ式ガソリンスタンド。コールソンはここで自動車に給油し、併設された売店でパウダー・ドーナツとフロステッド・ドーナツを購入しようとしたところに現れた強盗2人組に出会す。
ファーマーズ・アンド・マーチャント・バンク（Farmers & Merchants Bank）
ペンシルベニア州のアレンタウンの一角にある銀行。ニューヨーク決戦から5日後、クレアとベニーがここで最初に銀行強盗を行なった。
そして7日後にバージニア州のリッチモンド、その2日後にノースカロライナ州のグリーンズボロ、その翌日午後にサウスカロライナ州のチャールストン、そしてジョージア州のサバンナまで、5つの都市で銀行強盗を行なう。
キーウェスト
フロリダ州のモンロー郡に位置する都市。5件の銀行強盗を成功させたクレアとベニーは、この都市のモーテルの210号室で寛いでいたところに、シットウェルの不意打ちを受けるが、彼らが争ったことで室内を大きく荒らして42000ドル分の損害が出てしまう。
SSRニューヨーク支部
ニューヨーク州のブルックリンに構えられたSSRの支部。
シーゲート刑務所（Seagate Penitentiary）
スラッタリーやハマーらが収監されている刑務所。他の囚人とは異なりスラッタリーは、本棚や金魚鉢など一般住宅のものと同等のインテリアが置かれた広い面積の部屋に収容されている。